# 川青铁路
川青铁路，原称成兰铁路成都至黄胜关段、西宁至成都高速铁路海东西至黄胜关段，是中华人民共和国一条建设中的连接四川省成都市与青海省西宁市和甘肃省兰州市的时速200公里客货共线快速铁路，2023年11月28日，川青鐵路青白江东至镇江关段正式通車，2024年8月30日，镇江关至黄胜关段正式通车，來往成都至茂縣最快1小時以內，來往成都至鎮江關最快1小時26分，来往成都至黄胜关最快1小时54分。

## 成都至黄胜关段

### 概述
川青铁路成都-黄胜关段原称成兰铁路成都-黄胜关段，线路全长730.549公里，该段自成都铁路枢纽青白江东站/青白江站引出，经成都市青白江区，德阳广汉市、什邡市、绵竹市，绵阳市安州区，阿坝藏族羌族自治州茂县、松潘县，至松潘县黄胜关站止，全长275公里，双线电气化，线路等级为国铁I级，客车速度目标值为200公里/小时（成都站至黄龙九寨站设计速度174公里/小时），工程总投资619.39亿元，2011年2月26日宣布开工。川青铁路建成后，兰州与成都的铁路运输距离将由现在的1172公里缩短至730公里，客车运行时间缩短为5小时左右。
在早期设计方案中，成兰铁路在川主寺（黄胜关）站后将穿越岷山，再经九寨沟县进入甘肃境内，跨过白龙江，并与兰渝铁路于哈达铺站接轨，与兰渝铁路共线至终点兰州东站。在后续调整中，黄胜关站以北改为与成宁铁路一体化设计，不再与兰渝铁路进行对接。新线路自黄胜关站向西北方向延伸，经若尔盖县进入甘南藏族自治州，于合作市对接设计标准提升后的兰合铁路，经甘南州、临夏州进入兰州，并于甘南州夏河县唐尕昂乡出岔对接西宁，形成成西铁路主通道。

### 历史
修建成都至兰州之间的铁路受到四川省政府的高度重视，在民间也有着热议。成兰铁路于2008年1月纳入全国铁路网中长期规划之中，这项铁路建设连带成贵铁路是省政府谋求打造四川西部交通枢纽的重要举措。此外重庆也规划了连接兰州的铁路，并先在2008年9月25日开工建设。成兰铁路建设项目在2008年汶川大地震后有了实质性进展，在同年9月19日，国务院颁布了《国务院关于印发汶川地震灾后恢复重建总体规划的通知》，成兰铁路的建设赋予了灾后重建的重要意义。同年10月，国务院批准《中长期铁路网规划(2008年调整)》，成兰铁路（甘肃哈达铺至成都）正式成为组成部分，并标注其为形成西北至西南的新通道。
2009年1月9日，成兰铁路在成都通过可行性研究审查。2月21日，成兰铁路于四川省阿坝藏族羌族自治州松潘县青云乡举行开工仪式。
2010年4月，中国环境保护部批复成兰铁路环境影响报告书。6月28日，发改委批复成兰铁路可行性研究报告。
2011年2月26日，阿坝州和成兰铁路公司在松潘县黄胜关举行建设誓师大会；同日，成兰铁路三星堆至绵竹南段、川主寺至黄胜关段、池沟双线大桥、花儿坡双线中桥等多个标段集体先期动工建设，共计约50余公里。
2012年12月18日，环保部将成兰铁路成都至黄胜关段工程设计变更项目的环境影响报告书列为“拟暂缓审批”。
2013年8月14日，松潘隧道出口开工建设。四川7·9特大洪灾造成跃龙门隧道2号横洞洞口河床泥石流抬高10米以上，最终取消2号横洞工区，增加2025米的3号斜井和一个1970米的泄水洞。10月16日，新建铁路工程设计变更环境影响报告书获得环保部的正式批复，工程设计更改中主要体现了减轻对自然保护区的环境影响，特别是在噪音污染的问题上。
2015年9月17至18日，受邀的铁道部工程设计鉴定中心通过了跃龙门隧道硫化氢、瓦斯的整治方案，为下一步施工生产明确了技术方案和预防措施。9月28日，什邡两路口双线特大桥完成主体修建。
2016年1月18日，跃龙门隧道3号斜井泄水洞贯通。1月21日，柿子园隧道出口贯通。4月29日，成都至川主寺段的元灞子岷江双线特大桥连续梁主体完工。6月16日，全线首根横梁铺架完毕。7月21日，成兰铁路全线首座贯通的黄胜关隧道贯通。
2017年2月16日，中国西南地区最长铁路隧道成兰铁路平安隧道全线贯通。9月22日，全长12773米的金瓶岩隧道胜利贯通。
2018年3月，成兰铁路什邡至绵竹段铺架施工正式完成。8月9日，四川段启动新建客站建设。12月26日，成兰铁路成都至川主寺段海拔最高的红桥关隧道顺利贯通。
2019年3月19日，成兰铁路首组接触网硬横梁在三星堆车站成功架设。7月，成兰铁路引入成都枢纽工程成都北机务折返段全线开通投产，这是继成兰铁路引入成都枢纽工程大弯镇站全面开通投产后第二个开通投产的站段。
2020年1月12日，穿越龙门山后山活动断裂带核心部位的成兰铁路茂县隧道全线贯通。11月5日，全线海拔最高以及全长8048米的松潘隧道顺利贯通。
2021年4月26日，榴桐寨隧道顺利贯通。10月3日，松潘站主体结构顺利封顶，标志着成兰铁路站房工程取得阶段性胜利。11月28日，建设近9年的跃龙门隧道左线顺利贯通。
2022年4月25日，全长约20公里的跃龙门隧道历时十年成功贯通。9月19日，成都至川主寺（黄胜关）段高原区段T梁全部架设完成。
2023年1月8日，成都至川主寺（黄胜关）段全线开启接触线架设。7月14日，川青铁路青白江至镇江关段开始热滑试验。7月15日，青白江至镇江关段进入联调联试阶段。9月14日，川青铁路青白江至镇江关段开启运行试验。11月28日，川青铁路青白江东至镇江关段开通运营。
2024年5月11日，川青铁路镇黄段控制性工程德胜隧道全线贯通，6月29日，镇黄段铺轨工程全部完成，7月21日，进入联调联试阶段，8月13日，镇黄段进入试运行阶段，同月30日，川青铁路镇江关至黄胜关段开通运营。

## 黄胜关至西宁段

### 概述
川青铁路黄胜关至西宁段，原称成宁铁路或新建西宁至成都铁路黄胜关至海东西段，该段自西宁枢纽海东西站引出，经青海省海东市、黄南藏族自治州，甘肃省甘南藏族自治州，四川省阿坝藏族羌族自治州，至阿坝州黄胜关站止，新建正线长度499.1公里，连接成都至黄胜关段307.75公里和既有兰新高铁26.3公里（海东西-西宁）。线路设计时速200公里，郎木寺至红原段预留提速至250公里/小时条件。全线新建车站17座，项目总投资814.9亿，其中四川省境内新建长度172.615公里，甘肃省境内新建长度183.408公里，青海省境内新建长度143.046公里，共设置车站19座，同步建设西宁动车所及相关工程。全线建设总工期7.5年，计划2028年建成。建成通车后，西宁至成都行车时间将缩短至4个半小时左右。

### 历史
2019年5月14日，西宁至黄胜关段环境影响评价信息一次公示。
2020年1月9日，发改委批复西宁至成都铁路项目可行性研究报告。3月5日，该段四川部分正式开工建设；9月28日，全线正式开工建设。
2021年1月22日，西宁至黄胜关段工程设计方案调整后环境影响评价信息一次公示。3月8日，环评二次公示。5月14日，环境影响评价报告书全文公示。
2022年5月29日，生态环境部环评批复新建西宁至成都铁路西宁至黄胜关段环境影响报告书。8月23日，新建西宁至成都铁路初步设计获得国铁集团、甘肃、青海、四川三省人民政府联合审批。9月30日，自然资源部批复新建西宁至成都铁路控制性工程（四川段）先行用地。10月29日，海东西至黄胜关段开工建设，西宁至成都高速铁路全线开工。
2023年9月7日，西营坝隧道和新庄三号隧道贯通，全线首次实现隧道贯通。

## 意义
修建川青铁路有以下几个目的。首先，在灾区以及重大灾害发生后进行重建时肩负“生命救援通道”的职责，并通过修建此铁路加强西北和西南地区的区际联系，构建运输大通道，优化和增强路网灵活性的需要。铁路的修建也能起到维护地区稳定和民族团结的作用。其次是有助于西部大开发，带动川西及西部地区旅游业发展，以及可持续发展的需要。